# 具在伊
具在伊（韓語：구재이，1986年2月28日—），本名具恩愛，韓國女演員。

## 作品

### 電視劇
- 2012年：KBS《Drama Special－濕地生態報告書》
- 2012年：KBS《愛情雨》
- 2013年：tvN《戀愛操作團：大鼻子情聖》飾演 獨孤美珍
- 2013年：MBC《世上最偉大的事》飾演 蘇侑利
- 2014年：KBS《天上女人》飾演 鄭恩秀
- 2014年：KBS《Drama Special－醜陋的愛》飾演 宋妍怡
- 2015年：tvN《Oh 我的鬼神君》飾演 朗珠
- 2015年：SBS Plus《為你點餐》飾演 亞多花
- 2015年：JTBC《LAST》飾演 尹貞敏
- 2016年：OCN《吸血鬼偵探》飾演 尹雪雅
- 2016年：KBS《月桂樹西裝店的紳士們》飾演 閔孝珠
- 2018年：OCN《Mistresses》飾演 都和英

### 綜藝節目
- 2017年：Fashion N《Follow Me8》MC （與徐智慧、李周妍、車貞媛、鄭彩姸）[2]
- 2018年：Lifetime《睡衣朋友》代班MC

### MV
- 2008年：金建模《Kiss》

## 相關事件
- 2017年6月15日11時40分左右，具在伊從首爾龍山區Grand Hyatt Hotel往漢南大橋方向駕駛的途中遭酒測臨檢，其血中酒精濃度達0.051%，已達吊銷駕照的標準[3]。

## 外部連結
- 具在伊的Instagram帳戶 
- 經紀公司建立之網站